# Stalagmit
Stalagmiti (iz grčkog jezika stalagma - "Σταλαγμίτης") su špiljski ukrasi koji rastu s poda prema stropu, a nastaju zbog kapanja mineralnih otopina i taloženja vapnenca. Odgovarajuće forme koje vise sa stropa ili zidova špilje su stalaktiti.